# Merwane Benlazar
Pour les articles homonymes, voir Benlazar.
Merwane Benlazar est un humoriste de stand-up et chroniqueur français dans l'audiovisuel, né en 1995 à Saint-Denis en Île-de-France.

## Biographie

### Enfance et formation
Merwane Benlazar naît en 1995 à Saint-Denis et grandit à Pierrefitte-sur-Seine, en Seine-Saint-Denis, il a un frère aîné et un frère cadet. Il suit des études d'économie et de sociologie qu'il abandonne au bout de deux ans, pour se consacrer pleinement à la scène,. Parallèlement, il effectue des petits boulots comme travailler au McDonald's,.

### Carrière d'humoriste
À 13 ans, il rejoint la troupe de théâtre de son collège, dirigée par Kheiron. Il commence sa carrière d'humoriste à 16 ans, en 2011, au théâtre Montmartre-Galabru de Paris.
En 2015, il lance son propre plateau d'humour au Sentier des Halles.
En 2019, il est sélectionné pour la 10e édition du Jamel Comedy Club, en 2021 il se produit au Festival de Cannes et en 2022 au Montreux Comedy Festival.
Il considère Gad Elmaleh et Fary comme ses mentors. Il réalise la première partie du spectacle de ce dernier à Roland-Garros 2023, devant 15 000 spectateurs, ainsi qu'à d'autres occasions pour Gad Elmaleh ou Panayotis Pascot. Ses sketches s'articulent souvent autour de thèmes tels que le racisme, la xénophobie, l'identité ou l'intégration. Son premier spectacle solo s'intitule Le Formidable Merwane Benlazar.
En mars 2022, il joue pour la première fois au Grand Point Virgule, à Paris.
À partir de septembre 2024, il est chroniqueur pour France Inter,, dans l'émission Zoom zoom zen de Matthieu Noël.

### Polémiques
Le 31 janvier 2025, il participe à l'émission C à vous diffusée sur France 5, pour un billet d'humour. Son passage suscite de vives réactions sur X, visant son apparence physique : longue barbe, petit bonnet et pull ample. L'avocate Lara Fatimi affirme y voir « des signes vestimentaires qui ont tout d’une tenue salafiste », un lien entre islamisme et apparence physique que font aussi la députée européenne Nathalie Loiseau et la sénatrice Nathalie Goulet,. Interrogée au Sénat, la ministre de la Culture, Rachida Dati évoque d'anciens messages sur les réseaux sociaux, notamment cet ancien tweet de l’humoriste adressé à une jeune femme : « Tu étais encore en club alors que la place d’une femme est auprès de son père. Crains ton seigneur. » — une blague privée, selon l'humoriste. Elle indique qu'il ne sera plus chroniqueur pour France Télévisions (ce qui n'était de toute manière pas prévu, l'intéressé remplaçant exceptionnellement un autre chroniqueur).
Merwane Benlazar reçoit le soutien de personnalités du spectacle, parmi lesquelles Kheiron, Pierre-Emmanuel Barré, Yann Marguet, Charline Vanhoenacker, Guillaume Meurice ou Alex Vizorek, ainsi que de responsables politiques de gauche,. Matthieu Noël, l'animateur de Zoom Zoom Zen sur France Inter, assure le maintien de Merwane Benlazar dans son émission tout en regrettant « une bien belle polémique comme on en a malheureusement l’habitude ». Le 6 février, une semaine après son intervention à C à vous, Merwane Benlazar revient sur la polémique et les insultes racistes et menaces qu'il a reçues dans un sketch joué en public et diffusé le 8 février,,.